# Alcalde de cuartel
Los alcaldes de cuartel eran los alcaldes del crimen (los jueces togados que en las chancillerías y audiencias componían la sala llamada del crimen) que además de la jurisdicción que ejercían reunidos en la sala de lo criminal,  tenían también separadamente la administración ordinaria de justicia en los cuarteles en que se dividían las ciudades donde había chancillería o audiencia y en las cinco leguas de su rastro. 
Cada uno tenía jurisdicción criminal en su cuartel o distrito como los alcaldes ordinarios en sus pueblos, debiendo recibir por sí en las causas de alguna gravedad las deposiciones de los testigos en todas las causas, las deposiciones del que no supiese firmar y siempre las declaraciones y confesiones de los reos so pena de nulidad del proceso como igualmente dentro de veinticuatro horas sin falla la declaración al reo preso. Ejercía también la jurisdicción civil en el mismo distrito y tenía su despacho civil y criminal en la pieza señalada en la cancillería o audiencia.
Pero podía oír en su casa las quejas familiares o recursos de poca monta, recibir informaciones reservadas y resolver verbalmente hasta en cantidad de quinientos reales. La jurisdicción de los alcaldes de cuartel era preventiva o acumulativa con la del corregidor y alcaldes mayores. Ley 1, til. 15, lib. 5, Nov. Rec.
Los alcaldes de cuartel, tras una primera experiencia en Madrid, se extendieron por Carlos iII, mediante la Real Cédula del 13 de agosto de 1879, a todas las ciudades que tuvieses cancillería o audiencia.
A partir de la Ley de 15 de septiembre de 1870, que estableció la nueva planta de los tribunales, desparecieron los alcaldes del crimen, y por tanto los alcaldes de cuartel, pues las causas criminales que le correpondían pasaron a ser competencia de los jueces municipales de instrucción, de partido, o audiencias, según la gravedad del delito.